# Young Animal (revista)
Young Animal (ヤングアニマル Yangu Animaru?) es una revista japonesa de manga del tipo seinen que incluye fotos de gravure idol. Es publicada por Hakusensha y vendida dos veces por mes en formato B5. Su sede está en Tokio.
Su primer lanzamiento fue en 1989 como Animal House, pero fue renombrada a Young Animal en 1992.
Un ejemplar típico consta de unas 300 páginas de manga en blanco y negro de papel y unas 20 páginas brillantes de fotos a color de pin-up de chicas adolescentes en bikinis (generalmente estrellas del pop o gravure idol).

## Mangas publicados
- Ai yori Aoshi
- Air Master
- Asobi Asobase
- Berserk[3]
- Chokotto Sister
- Detroit Metal City
- Frogman
- Futari Ecchi[11]
- HOLYLAND
- Mai Ball!
- Nana to Kaoru
- Nobunaga no Shinobi
- Ore wa Lolicon ja Nai![12]
- Re:Marina
- Sangatsu no Lion
- Suicide Island
- Ueno-san wa Bukiyō
- Umi No Misaki
- Yubisaki Milk Tea
- Yuria 100 Shiki
- Renai Flops